# Шалыгинский поселковый совет
Шалыгинский поселковый совет (укр. Шалигинська селищна рада) — входит в состав
Глуховского района
Сумской области
Украины.
Административный центр поселкового совета находится в
пгт Шалыгино
.

## Населённые пункты совета
- пгт Шалыгино
- с. Емадыкино
- с. Черновское